# اتفاقية تخفيض ساعات العمل (المنسوجات)، 1937
اتفاقية تخفيض ساعات العمل (المنسوجات)، 1937 هي اتفاقية لمنظمة العمل الدولية .

تأسست عام 1937:
تضع في اعتبارها أن طلب تخفيض ساعات العمل في صناعة النسيج هي البند الثاني في جدول أعمال الدورة.
تأكيد المبدأ المنصوص عليه في اتفاقية الأربعين ساعة أسبوعيا لعام 1935 ومع الحفاظ على مستوى المعيشة.

 مراعاة وجود رغبة لتطبيق هذا المبدأ باتفاق دولي لصناعة النسيج ؛ . .

## منسحب
لم تدخل الاتفاقية حيز التنفيذ، وسُحبت في المؤتمر العام لمنظمة العمل الدولية في 30 مايو 2000.

## تصديقات
لم تصادق أي دولة على هذه الاتفاقية.

## روابط خارجية
- نص .